# Nisan Takahashi
Pour les articles homonymes, voir Takahashi.
Nisan Takahashi (3 février 1926 - 5 mai 2015, Gunma) est un scénariste japonais.

## Filmographie
- 1955 : Ginza no onna
- 1955 : Haha naki-ko
- 1956 : Nenneko shacho
- 1965 : Gamera
- 1966 : Gamera contre Barugon
- 1967 : Gamera contre Gyaos
- 1968 : Aru sex doctor no kiroku
- 1968 : Gamera contre Viras
- 1968 : Furi sekkusu: toyo no aoi sei
- 1968 : Zoku sex doctor no kiroku
- 1969 : Anata sukimi no
- 1969 : Gamera contre Guiron
- 1969 : Danpu hippu banpu: Kurebare yarodomo
- 1969 : Yangu pawa shirizu: Shinjuku bangaichi
- 1970 : Gamera contre Jiger
- 1970 : Boku wa gosai
- 1971 : Seijuku
- 1971 : Ju hyo ereji
- 1971 : Gamera contre Zigra
- 1975 : Maya l'abeille
- 1980 : Gamerak (Uchu kaijû Gamera)